# Eulophia meleagris
Eulophia meleagris är en orkidéart som beskrevs av Heinrich Gustav Reichenbach. Eulophia meleagris ingår i släktet Eulophia och familjen orkidéer. Inga underarter finns listade i Catalogue of Life.